# Mykyta Turbajevs'kyj
Mykyta Anatolijovyč Turbajevs'kyj (in ucraino Микита Анатолійович Турбаєвський?; trasl. angl.: Mykyta Anatoliyovych Turbayevskyi; Donec'k, 12 marzo 2002) è un calciatore ucraino, portiere dello Zorja.

## Carriera

### Club
Nato a Donec'k, è cresciuto nel settore giovanile della principale squadra della città, lo Šachtar. Nel 2021 è stato prestato al Mariupol' con cui ha debuttato nel calcio professionistico il 22 settembre nell'incontro di Kubok Ukraïny vinto ai rigori contro il Volyn'. Ad aprile 2022 è stato prestato per due mesi alla Lokomotiva Zagabria.
Il 29 settembre 2022 è stato acquistato a definitivo dallo Zorja.

### Nazionale
Ha giocato nelle nazionali giovanili ucraine Under-15, Under-17 ed Under-21.

## Statistiche

### Presenze e reti nei club
Statistiche aggiornate all'11 dicembre 2023.
| Stagione        | Squadra             | Campionato      | Campionato | Campionato | Coppe nazionali | Coppe nazionali | Coppe nazionali | Coppe continentali | Coppe continentali | Coppe continentali | Altre coppe | Altre coppe | Altre coppe | Totale | Totale | Totale |
| Stagione        | Squadra             | Comp            | Pres       | Reti       | Comp            | Pres            | Reti            | Comp               | Pres               | Reti               | Comp        | Pres        | Reti        | Pres   | Reti   |        |
| --------------- | ------------------- | --------------- | ---------- | ---------- | --------------- | --------------- | --------------- | ------------------ | ------------------ | ------------------ | ----------- | ----------- | ----------- | ------ | ------ | ------ |
| 2021-apr. 2022  | Mariupol'           | PL              | 6          | -15        | CU              | 2               | -2              |                    | -                  | -                  |             | -           | -           | 8      | -17    |        |
| apr.-giu. 2022  | Lokomotiva Zagabria | 1.HNL           | 1          | -1         | CC              | 0               | 0               |                    | -                  | -                  |             | -           | -           | 1      | -1     |        |
| 2022-2023       | Zorja               | PL              | 0          | 0          | CU              | 0               | 0               |                    | -                  | -                  |             | -           | -           | 0      | 0      |        |
| 2023-2024       | Zorja               | PL              | 9          | -10        | CU              | 1               | -4              | UEL+UECL           | 2+5                | -3, -11            |             | -           | -           | 17     | -28    |        |
| Totale carriera | Totale carriera     | Totale carriera | 16         | -26        |                 | 3               | -6              |                    | 7                  | -14                |             | -           | -           | 26     | -46    |        |